# 大里 (大字)
大里，原稱為大里杙，是臺灣臺中市大里區的一個傳統地域名稱，也是全區行政中心所在地，位於該區中部偏西北至西部。相較於今日行政區，其範圍大致包括夏田里西北部凸出部分的北部邊界地帶中央一小段、大里里不含最南端、新里里不含北部邊界地帶西側、國光里不含東北部及東南端、長榮里西南端，以及烏日區的五光里東南部邊界地帶中央一小段。

## 歷史
台灣清治末期至日治初期，大里地區為一街庄，稱為「大里杙街」，隸屬於藍興堡。該街北與涼傘樹庄為鄰，東與內新庄為鄰，南邊為大突藔庄、詹厝園庄，西邊為五張犁庄。
1901年（日治明治三十四年）11月，全台廢縣廳改設二十廳，該街隸屬於臺中廳。1903年（明治三十六年）6月，該街編入「大里杙區」，隸屬於臺中廳。1909年（明治四十二年）10月，合併二十廳為十二廳，大里杙區隸屬不變。1920年（大正九年），全台地方制度大改正，廢十二廳改設五州二廳，該街改制並改名為「大里」大字，隸屬於臺中州大屯郡大里庄。
戰後大里庄改制為大里鄉，隸屬於臺中縣，大字亦改制為村。1950年10月，中、彰、投分治，大里鄉仍隸屬臺中縣。1993年11月因人口數達15萬升格為大里市，村亦改制為里。2010年12月，臺中縣市合併為直轄臺中市，大里鄉改制為大里區。

## 聚落
本地區發展較早的聚落有瓦磘、大里杙、田藔、埔里等，在日治期初期的官方地圖上已有記載。

## 交通
省道台63線又稱「中投公路」，是台中市南區至南投縣草屯的幹道，大致以東北—西南走向轉北向南經過大里地區西北部及中部。由該道路向東北可前往臺中市區南側並止於省道台3線路口，向南可前往霧峰西部、草屯並止於省道台14乙線路口。
省道台3線（國光路二段）俗稱「內山公路」，是臺北至屏東的幹道，大致以北北西—南南東走向轉西北—東南走向經過本地區東部。由該道路向北北西轉北可前往台中市區、北屯、潭子、豐原等地，向東南轉南南東可前往霧峰、草屯、南投、名間等地。
區道中102-2線（大里路、勝利二路）是內新至大里的道路，其西側端點位於本地區中部大里區公所西側的區道中129線路口。由此向東北東經省道台3線路口後轉東南東出境後，可前往內部西南端並止於省道台3丁線舊線（中興路二段）路口。
區道中106線是光明至大突寮的道路，大致以西南西—東北東走向由本地區北部邊界西側入境後，轉東微南經省道台63線高架橋下轉東北東再轉東南東，經區道中129線終點路口後轉南南東出境後，至國中路路口轉東北東蜿蜒而行可前往大突寮中部並止於省道台3線路口。
區道中129線（樹王路、新興路）是樹王至大里的道路，其南側端點位於本地區中部偏南的區道中106線路口。由此向北北東轉北經區道中102-2線終點路口後，轉北北西再轉西北出境，可前往涼傘樹聚落並止於其北側大里區、南區交界處。

## 學校
- 大里國小

## 景點
- 大里杙樹王公（茄苳公）
- 大里七將軍廟